# Rugi
I Rugi (in lingua latina Rugii) o Rygir, Ulmerugi, Holmrygir (in norvegese: Rugiere; in tedesco: Rugier) furono una popolazione germanica, che nel VI secolo riuscì a fondare un regno nel Noricum, rinominando quale terra Rugiland. Sconfitti da Odoacre, essi si unirono agli Ostrogoti nella conquista d'Italia pochi decenni dopo, venendo stanziati dal re ostrogoto Teodorico, assieme ad altre etnie, tra Venezia e l'Istria.

## Storia

### Le origini
Secondo gli storici sarebbero di origine scandinava, come tutti i Germani. Un'ipotesi vuole che essi provengano dalla regione di Rogaland, presso Stavanger, sul Borknefjord (Norvegia). Lo storico Tolomeo li collocò tra la Germania e la foce del Vistola sul Mar Baltico, in una terra oggi corrispondente alla Polonia. Gli studiosi ritengono che i Rugi abbiano dato il loro nome all'isola di Rügen: nonostante l'isola non sia situata nell'area indicata da Tacito e Tolomeo (ma rimanendo nelle vicinanze), gli studiosi, sulla base dell'etnonimo (che significherebbe "coltivatori di segale"), ritengono che i Rugi abbiano dato il nome all'isola. Stando a Tacito, erano simili, nell'armamento e nelle istituzioni ai Goti, di cui erano vicini. Sempre Tacito racconta che i Rugi, come pure i Goti e i Lemoni, portassero in guerra scudi rotondi e spade corte. Dopo queste attestazioni, le fonti tornano a parlare dei Rugi solo a partire dal IV secolo, che ipotizzano il loro stanziamento a est dei monti Carpazi; la loro collocazione rimane però incerta fino a quando lo storico Giordane li colloca in Tracia nel 454/455, non lontani da Costantinopoli, stabilitasi lì su concessione dell'imperatore Marciano. Giordane non tarda però ad informarci che in realtà esisteva un altro gruppo di Rugi, denominati dallo storico Ulmerugi, situati nelle stesse zone indicati da Tacito: essi molto probabilmente furono quei Rugini citati da Beda il Venerabile che parteciparono allo stanziamento in Britannia nel VII secolo.

### Il regno e la caduta
Spostatisi nel III secolo nella valle del Tibisco, a seguito della pressione gota, nel IV secolo caddero sotto il dominio degli Unni fino alla morte di Attila (453) e poi, dalla seconda metà di questo secolo, si stabilirono, sotto il comando del loro re Flacciteo, nel Noricum (oggi Bassa Austria), poi rinominata Rugiland, fondando un regno indipendente. Essi instaurarono un rapporto di collaborazione con i romani presenti nonostante i Rugi fossero di religione ariana, come molti altri popoli coevi. Questo gruppo di Rugi non era quello della terra ancestrale in Germania, ma quello che si era insediato in Tracia: essi avevano infatti risalito l'Illirico tra il 473 e il 474, in obsequium dei Goti e con la concessione dell'imperatore Zenone (intenzionato ad usare questi popoli per controllare Odoacre), arrivando nel Noricum come rifugiati: sottomessi agli Ostrogoti situati nella vicina Pannonia.
La collaborazione con la popolazione romana riuscì grazie alla carismatica figura di Severino, poi divenuto santo, il quale divenne di fatto il portavoce della popolazione romana presso i nuovi dominatori non appena questi si stanziarono nel Noricum. Con la sua morte, l'8 gennaio 482, a causa delle rivalità tra i Rugi, delle tensioni con la popolazione romana e per l'attacco da parte di Odoacre nel 487, il regno scomparve: re Feleteo e la consorte Giso vengono imprigionati e trascinati in Italia, mentre il loro figlio Frederico fuggì nella Mesia Inferiore, entrando al servizio dei re degli Ostrogoti Teodorico. L'anno seguente una loro rivolta fu stroncata dal fratello di Odoacre, Unulfo.
Essi, mentre Severino era ancora in vita, sembra che fossero alleati di Odoacre, in quanto gravati dalle condizioni imposte dagli Ostrogoti visitati in Pannonia; essi risultano però alleati e al seguito di quest'ultimi quando essi, guidati da Teodorico, scesero in Italia. Le ultime notizie sul popolo si hanno quasi cinquant'anni dopo, quando divenne re degli Ostrogoti Erarico, un nobile di origine rugia. Con la presa di potere da parte di Totila, il popolo scompare dalla storia. Questo fa comprendere che infine i Rugi vennero assimilati all'interno degli Ostrogoti stessi.

## Sovrani dei Rugi
- Flacciteo (454-475)
- Feleteo (475-487)
- Frederico (solo capo dei Rugi superstiti alla caduta del regno)